# Nueva Revista de Filología Hispánica
La Nueva Revista de Filología Hispánica (NRFH) es una revista científica semestral de acceso abierto, publicada por El Colegio de México. La NRFH publica reseñas, notas y artículos originales de filología hispánica, así como una bibliografía especializada. Su directora actual es Martha Lilia Tenorio (El Colegio de México).

## Historia
La revista fue fundada a instancias de Amado Alonso en 1947, después de su salida del Instituto de Filología de la Universidad de Buenos Aires
y la desaparición de su publicación oficial, la Revista de Filología Hispánica. Apenas creada en 1939, la RFH había surgido con el objetivo de continuar, a su vez, las labores de la Revista de Filología Española, cuya circulación se había visto interrumpida tras el estallido de la guerra civil española.: 243 
Ya instalado en la Universidad de Harvard, Amado Alonso  gestionó junto a Alfonso Reyes y Raimundo Lida la aparición de una publicación sucesora de la RFH en El Colegio de México, a lo que se sumó la creación del Centro de Estudios Filológicos (hoy el Centro de Estudios Lingüísticos y Literarios) bajo la tutela de Lida.  Con la edición del primer volumen en 1948, se convirtió en la primera revista académica publicada por El Colegio de México.
A partir del primer número, Amado Alonso asumió el cargo de director, si bien Raimundo Lida, que figuró como secretario, se encargó en lo sustancial de la edición de la revista. Paralelamente, el Hispanic Institute de la Universidad de Columbia colaboró con la sección bibliográfica hasta 1949, cuando la NRFH designó a Agustín Millares Carlo como redactor bibliográfico, cargo que ocuparía hasta 1953. Con la muerte de Alonso en 1952 y la partida de Lida a la Universidad de Harvard al año siguiente, Alfonso Reyes pasaría a la dirección de la NRFH y Antonio Alatorre se incorporaría al equipo editorial.: 175–176 
Entre los años 1949 y 1955 y a raíz de la participación de Amado Alonso, la revista fue financiada de forma intermitente por la Universidad de Harvard. Tras la muerte de Alfonso Reyes en 1959, Antonio Alatorre y Ángel Ronseblat se desempeñaron como codirectores de la NRFH.: 177–178  Por su parte, la relación con la Universidad de Columbia se reanudaría entre 1956 y 1967, cuando la Revista Hispánica Moderna y la NRFH acordaron la publicación de bibliografías de filología hispánica complementarias.: 177 
Alatorre continuaría con la responsabilidad casi total de la revista hasta 1972, cuando Martha Elena Venier asumió la secretaría de redacción de la revista y Teresa Aveleyra y Beatriz Garza Cuarón se incorporaron como redactoras bibliográficas.: 176  Tras varios años en la dirección de la revista, Alatorre pasaría a ser designado "director honorario" de la NRFH en 1989: 176  y, tiempo después, como "director emérito" en 2001.
| Director/a                                                   | Período   |
| ------------------------------------------------------------ | --------- |
| Amado Alonso                                                 | 1947-1952 |
| Alfonso Reyes                                                | 1952-1959 |
| Antonio Alatorre y Ángel Rosenblat                           | 1962-1966 |
| Antonio Alatorre                                             | 1970-1983 |
| Antonio Alatorre y Beatriz Garza Cuarón                      | 1984-1987 |
| Antonio Alatorre (director honorario) y Beatriz Garza Cuarón | 1988-1992 |
| Antonio Alatorre                                             | 1993-2001 |
| Antonio Alatorre (director emérito)                          | 2001-2010 |
| Pedro Martín Butragueño                                      | 2015-2021 |
| Martha Lilia Tenorio                                         | 2021-     |

## Indexación
La NRFH se encuentra incluida en bases de datos, portales, índices y directorios como JSTOR, Redalyc, Dialnet, DOAJ, Scopus, entre otros servicios.

## Premios y reconocimientos
En 1986, la revista recibió el Premio Nieto López por parte de la Real Academia Española.